# Peab Asfalt
Peab Asfalt A/S er en landsdækkende dansk asfaltvirksomhed og en del af svenske Peab. De er engagerede i produktion og udlægning af asfalt. De har 7 asfaltfabrikker og i alt 12 lokationer i Danmark. Virksomheden har over 300 ansatte med hovedkvarter i Silkeborg. Deres årsomsætning var i 2023 på 705 mio. danske kroner. Selskabet blev etableret i 1995 og har siden 2020 været en del af Peab.